# Giant Bomb
Giant Bomb är en amerikansk webbplats och en wiki för TV- och datorspel, skapad av tidigare GameSpot-redaktörerna Jeff Gerstmann och Ryan Davis i samarbete med Whiskey Media. Den 15 mars 2012, blev Giant Bomb uppköpta av CBS Interactive, ägare av spelsajten GameSpot. 
Efter att ha blivit avskedad från sin tjänst som redaktionschef på GameSpot började Gerstmann arbeta med ett team av webbtekniker i Sausalito, Kalifornien för att skapa en ny webbplats för tv- och datorspel. Hans avsikt var att skapa "en rolig webbplats" som selektivt rapporterar om spelindustrin. Kärnredaktionen består av Gerstmann och Davis, liksom Brad Shoemaker och Vinny Caravella, som också var tidigare anställda av GameSpot. 
Senast anställdes nyhetsredaktören Patrick Klepek som tidigare jobbade för Electronic Gaming Monthly, 1UP, MTV och G4 Media. Klepek är känd för att avslöja tvisten mellan Infinity Ward och Activision.
I juli 2013 avled Ryan Davis, en av grundarna bakom sajten. Han blev 34 år. 